# Departamento de Picún Leufú
Departamento de Picún Leufú är en kommun i Argentina.   Den ligger i provinsen Neuquén, i den sydvästra delen av landet, 1 100 km sydväst om huvudstaden Buenos Aires.
Omgivningarna runt Departamento de Picún Leufú är i huvudsak ett öppet busklandskap. Trakten runt Departamento de Picún Leufú är nära nog obefolkad, med mindre än två invånare per kvadratkilometer.